# Spokój serca (album)
A Spokój serca a Czerwone Gitary 1971-ben megjelent ötödik sorlemeze, amelyet a Muza adott ki. Katalógusszámai: XL 0734 (mono), SXL 0734 (stereo).

## Az album dalai

### A oldal
1. Uwierz mi Lili
2. Nie jesteś ciszą
3. Nocne całowanie
4. Gdy trudno zasnąć

### B oldal
1. Płoną góry, płoną lasy
2. Jesteś dziewczyno tęsknotą
3. Uczę się życ
4. Pierwsza noc
5. Spokój serca

## Közreműködők
- Seweryn Krajewski – ének, gitát
- Bernard Dornowski – ének, basszusgitár
- Jerzy Skrzypczyk – ének, ütős hangszerek